# Finally
Finally – debiutancki album szwedzkiej piosenkarki Velvet, wydany 20 marca 2006 roku nakładem wytwórni muzycznych Bonnier Music oraz Canyon International. Album zawiera 11 kompozycji wokalistki oraz teledysk do utworu „Mi Amore”.
Pierwszym singlem promującym wydawnictwo został utwór „Rock Down To (Electric Avenue)”.

## Lista utworów
Opracowano na podstawie materiału źródłowego.
1. „City Of Angels” – 3:27
2. „Rock Down To (Electric Avenue)” – 3:32
3. „Mi Amore” – 2:40
4. „Doin' It” – 3:39
5. „Strangers” – 4:00
6. „Hey” – 3:38
7. „The Snake” (& Rigo) – 3:15
8. „DJ Take Me” – 3:27
9. „In & Out Of Love” – 3:10
10. „Don’t Stop Movin’” (Radio Version) – 3:12
11. „Don’t Stop Movin’” (StoneBridge Remix) – 8:07
12. „Mi Amore” (videoklip) – 2:44
13. Fix Me (Official Video) – 2:56